# Samsung Galaxy M52
Il Samsung Galaxy M52, anche chiamato Galaxy M52 5G, è uno smartphone dual SIM di fascia media prodotto da Samsung, facente parte della serie Samsung Galaxy M.

## Caratteristiche tecniche

### Hardware
Il Galaxy M52 5G è uno smartphone con form factor di tipo slate, le cui dimensioni sono di 164,2 × 76,4 × 7,4 millimetri e pesa 173 grammi. Il frame laterale ed il retro sono in plastica.
Il dispositivo è dotato di connettività GSM, HSPA, LTE e 5G, di Wi-Fi 802.11 a/b/g/n/ac/ax con supporto a Wi-Fi Direct ed hotspot, di Bluetooth 5.0 con A2DP e LE, di GPS con A-GPS, GALILEO, GLONASS, BeiDou e QZSS. Ha una porta USB-C 2.0.
È dotato di schermo touchscreen capacitivo da 6,7 pollici di diagonale, di tipo Super AMOLED Plus Infinity-O con aspect ratio 20:9, angoli arrotondati e risoluzione FHD+ 1080 × 2400 pixel (densità di 393 pixel per pollice). Supporta il refresh rate a 120 Hz.
La batteria ai polimeri di litio da 5000 mAh non è removibile dall'utente. Supporta la ricarica rapida a 25 W.
Il chipset è un Qualcomm Snapdragon 778G 5G. La memoria interna di tipo UFS 2.1 è di 128 GB, mentre la RAM è di 6/8 GB (espandibile con altri 4 GB, presi dalla memoria interna, usufruendo di RAM Plus).
La fotocamera posteriore ha tre sensori, uno da 64 megapixel, uno ultra-grandangolare da 12 MP e uno di profondità da 5 MP; è dotata di PDAF, modalità HDR e flash LED, in grado di registrare al massimo video 4K a 30 fotogrammi al secondo, mentre la fotocamera anteriore (inserita in un foro in alto a centro dello schermo) è da 32 MP con HDR e registrazione video massima 4K a 30 fps.

### Software
Il sistema operativo è Android 11. Ha l'interfaccia utente One UI 3.1.
Da fine marzo 2022 comincia a ricevere l'aggiornamento ad Android 12 con One UI 4.1.

## Commercializzazione
Il dispositivo è stato presentato il 24 settembre 2021. Viene messo in commercio lo stesso giorno in Polonia e Germania, mentre in India arriva il 3 ottobre.